# Ekaterra
Ekaterra è un'azienda con sede a Rotterdam, Paesi Bassi, che produce tè e altre bevande a base di erbe. È stata costituita nel 2021 come divisione distinta all'interno di Unilever come parte di un piano per cedere la maggior parte della sua attività di produzione del tè. Unilever ha mantenuto attività in India e Indonesia, così come la sua joint venture per il tè freddo Lipton con PepsiCo.
La società di private equity CVC Capital Partners ha raggiunto un accordo nel novembre 2021 per l'acquisto della divisione per 4,5 miliardi di euro. La vendita è stata completata nel luglio 2022.
Un mese dopo la vendita, la società ha annunciato il ritiro dal mercato russo. L'attuale situazione nel Paese "non consente all'azienda di sviluppare stabilmente la propria attività", ha affermato un portavoce di Ekaterra.

## Proteste
Nel periodo di maggio-giugno 2023 la società è stata coinvolta nei tumulti dei contadini kenioti, che protestano contro l’automazione nella raccolta delle foglie di tè. Ogni macchinario potrebbe andare a sostituire all'incirca 100 lavoratori, riducendo di molto i costi della raccolta e di conseguenza anche il valore di mercato di tale prodotto. Almeno 10 macchine per la raccolta del tè sono state date alle fiamme in diversi momenti, secondo i media locali. Le recenti manifestazioni hanno provocato la morte di un manifestante e diversi feriti, tra cui 23 agenti di polizia e lavoratori agricoli. La Kenya Tea Growers Association (KTGA) ha stimato il costo dei macchinari danneggiati a $ 1,2 milioni.